# Sóc Phayre
Sóc Phayre, tên khoa học Callosciurus phayrei, là một loài động vật có vú trong họ Sóc, bộ Gặm nhấm. Loài này được Blyth mô tả năm 1856. Chúng được tìm thấy ở Trung Quốc và Nam Myanmar.

## Hình ảnh

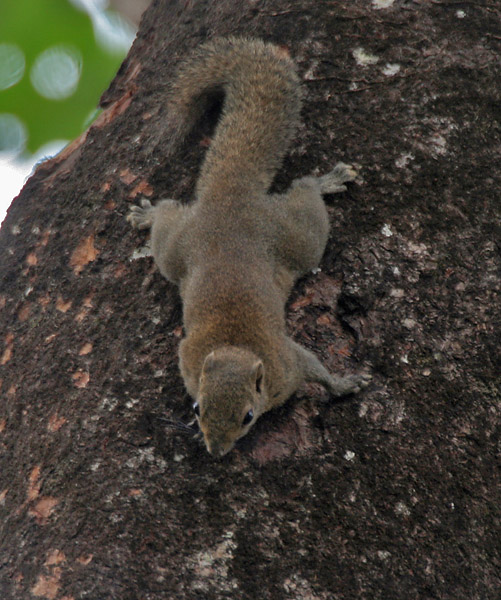
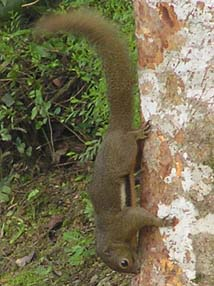
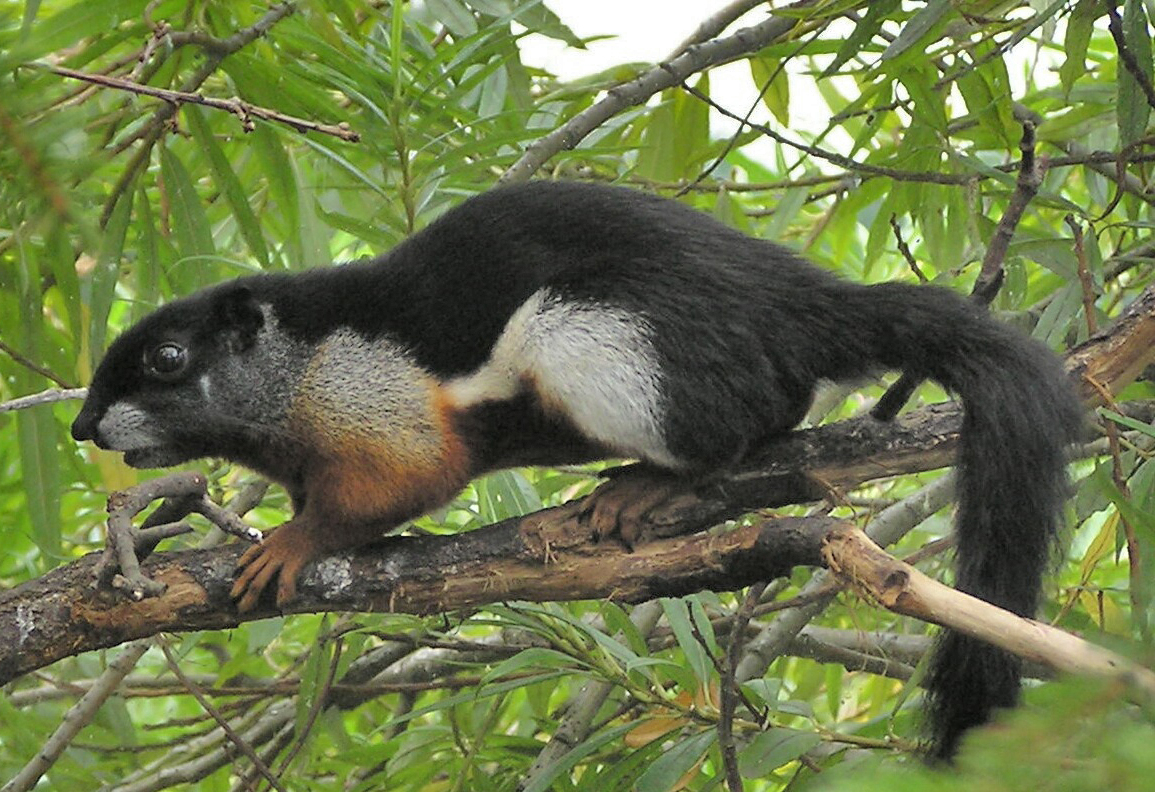